# Щасливе (Ізюмський район)
Щасливе (до 1919 — Богуславське, з 1919 по 2016 — Червоний Донець) — село в Україні, в Куньєвській сільській громаді Ізюмського району Харківської області. Населення становить 125 осіб.

## Географія
Село Щасливе знаходиться на лівому березі річки Сіверський Донець, вище за течією примикає село Лисогірка, нижче за течією примикає село Левківка. На відстані 3,5 км проходять автомобільна дорога E40 (М03) і залізниця, станція Діброво.

## Історія
Кінець 18 ст. — засноване як село Богуславське. 1731 рік - дата заснування села
1919 — перейменоване в село Червоний Донець.
17 березня 2016 — перейменоване в село Щасливе.

## Населення
Згідно з переписом УРСР 1989 року чисельність наявного населення села становила 129 осіб, з яких 56 чоловіків та 73 жінки.
За переписом населення України 2001 року в селі мешкало 125 осіб.

### Мова
Розподіл населення за рідною мовою за даними перепису 2001 року:
| Мова            | Кількість | Відсоток |
| --------------- | --------- | -------- |
| українська      | 113       | 90.4%    |
| російська       | 11        | 8.8%     |
| інші/не вказали | 1         | 0.8%     |
| Усього          | 125       | 100%     |